# 地中海突吻鱈
地中海突吻鱈，為輻鰭魚綱鱈形目鼠尾鱈科的其中一種，分布於東北大西洋亞速群島至蘇格蘭西部、地中海西部海域，體長可達73公分，屬深海底棲性魚類，深度2805-4262公尺，棲息在底層水域，以小型無脊椎動物為食，生活習性不明。

## 扩展阅读
維基物種上的相關：地中海突吻鱈